# 오누프핵
오누프핵(Onuf's nucleus)은 인간 척수의 엉치 부위 앞뿔 배쪽 부분(제IX층판)에 위치한 뚜렷한 세포 그룹이다. 오누프핵에서 기원하는 신경은 배뇨, 배변의 조절과 오르가즘을 느낄 동안의 근수축에 관여한다. 운동신경 성분을 포함하고 있으며 음부신경의 시작 지점이다. 척수의 엉치 부위는 26-30번째 척추로 목 부위, 등 부위, 허리 부위 다음의 부위이다. 미국의 신경학자 브로니슬라프 오누프-오누프로비츠(Bronislaw Onuf-Onufrowicz)는 1899년 이 특이한 세포 그룹을 처음 발견하고 'Group X'라고 이름 붙였다. 'Group X'는 주변의 앞가쪽 그룹 뉴런과 크기가 달라 다른 주변 세포와 구별되는 세포 그룹이라고 여겨졌다.

## 구조
오누프핵은 인간 척수의 엉치 부위 앞뿔 배쪽 부분(제IX층판)에 위치한 뚜렷한 세포 그룹이다. 오누프핵에서 기원하는 신경은 배뇨, 배변을 조절하며 오르가즘을 느낄 동안의 근수축에 관여한다. 운동신경 성분을 포함하고 있으며 음부신경의 시작 지점이다.
이 신경 세포의 작은 그룹은 S1과 S2 사이 또는 S2와 S3 사이에 위치하지만 주로 S2에 위치한다. S2에 위치한 오누프핵은 S1 분절 꼬리쪽 끝까지 또는 S3 분절 중간 부분까지 뻗어 있을 수 있다. 또한 오누프핵은 양쪽 척수 앞뿔에 거의 대칭적으로 위치한다. 오누프핵의 신경은 신경그물에 정리되어 있으며 동물에서는 왼쪽과 오른쪽 앞뿔에 각각 평균 300-500개의 신경이 존재한다. 사람은 양쪽 척수에 평균적으로 총 625개의 신경 세포가 존재하며 길이는 양쪽 신경 세포가 각각 약 4-6mm 정도이다.
오누프핵의 해부학을 연구하기 위한 많은 염색 기법이 사용되어 왔다. 니슬 염색법이 미엘린 수초 염색이나 은 염색 등과 함께 흔히 사용되었다. 룩솔 패스트 블루 염색(클루버-바레라 염색법)을 사용하면 오누프핵의 수직으로 배열된 미엘린으로 싸여 있지 않은 섬유로 인해 오누프핵이 분명하게 나타난다. 오누프핵의 세포의 크기는 다른 가쪽 그룹 세포들보다 작다. 오누프핵의 신경 세포는 운동신경이며 다른 운동신경과 마찬가지로 다극성과 많은 니슬소체를 가지는 특징을 보인다.

## 기능
오누프핵은 항문과 요도의 조임근 같은 골격근에 분포하는 신경의 시작 지점이다. 오누프핵의 신경 세포는 바깥항문조임근과 바깥요도조임근을 조절하는 역할을 한다. 또한 오누프로비츠는 오누프핵이 남성의 발기와 사정에 관여하는 근육인 궁둥해면체근과 망울해면체근을 조절한다고 주장했다. 뒤안쪽(등안쪽, dorsomedial)의 아핵(subnucleus)은 바깥항문조임근을 지배하고 앞가쪽(배가쪽, ventrolateral)의 아집단은 바깥요도조임근으로 연결된다.

### 몸신경
- 오누프핵의 운동 신경 세포는 횡문근 조직으로 이루어진 횡문조임근을 조절한다. 이 근육은 수의근이다.[5]
- 오누프핵의 신경 세포는 알파 운동 신경 세포와 같은 시냅스 말단에서 이어지지만 자율성 시냅스 소포는 가지고 있지 않다.[6]
- 오누프핵의 세포는 운동 신경 세포 질환이나 근위축성 측삭경화증 환자에서 알파 운동 신경 세포와 같은 세포골격의 이상을 보인다.[5]

### 자율신경
- 배뇨와 배변을 방해하는 질환은 자율신경계와 오누프핵의 세포에 영향을 미쳐 발병한다.[5]
- 오누프핵의 세포는 엉치 부위의 부교감 운동 신경 세포와 해부학적으로 연결되어 있으며 펩타이드성 신경 말단을 많이 가지고 있다.[6]
- 오누프핵의 세포는 자율신경계의 신경 세포를 닮았으며 인접 신경 세포에서 들신경섬유를 받지 않는다.[5]

### 신경전달물질
오누프핵의 운동 신경 세포는 세로토닌, 노르에피네프린이 결합하는 빽빽한 수용체와 신경전달물질을 가지고 있으며 글루탐산염에 의해 활성화된다. 세로토닌이 결합하는 5-HT 수용체와 노르에피네프린 수용체가 자극되면 예기치 못한 복압에 의해 방광이 비워지는 걸 방지한다.

### 성적이형
오누프핵은 같은 종의 수컷과 암컷에 차이가 존재하는 성적이형을 가진다. 오누프핵의 성적이형은 개, 원숭이, 사람에서 나타난다. 이 종들의 수컷은 암컷보다 더 많은 운동 신경 세포를 가진다. 이 오누프핵의 성적이형은 태어나기 전의 암컷을 높은 농도의 안드로겐에 노출시켰을 때 감소하거나 아예 사라지기도 했다.

## 임상적 중요성

### 복압성 요실금
복압성 요실금(stressed urinary incontinence, SUI)은 골반기저근이 약해져 생기는 여성에서 흔한 질환이다. 배안의 압력인 복강내압을 높이는 기침이나 웃음, 재채기, 운동, 그 외 기타 동작은 방광의 압력을 올려 오줌이 나오게 하는 흔한 원인이다.
요도에는 오줌의 흐름을 조절하는 세 층의 근육이 존재한다. 세 층은 각각 가장 안쪽의 세로 방향 평활근(종주근), 중간의 고리 모양 평활근(환상근), 바깥쪽의 횡문조임근이라는 횡문근이다. 요도는 말초신경계는 교감신경, 부교감신경, 몸신경 부분에 의해서 조절된다. 교감신경 신경절 이전 신경에서 오는 교감신경 성분은 아랫배신경을 따라 척수의 위쪽 허리 부분에 위치하며 요도의 세로 방향 평활근과 고리 모양 평활근에서 끝난다. 부교감신경 신경절 이전 신경에서 오는 부교감신경 성분은 척수 엉치 부분에 있으며 마찬가지로 두 종류의 평활근에서 끝난다. 마지막으로 요도조임근 운동 신경에서 시작하는 몸신경 성분 분포는 척수 엉치 부분의 앞뿔, 즉 오누프핵에서 시작한다. 오누프핵에서 뻗어 나오는 음부신경은 횡문조임근으로 직접 연결되어 배뇨를 조절한다.
방광이 팽창하면 교감신경의 반사(sympathetic storage reflex, pelvic-to-hypo-gastric reflex)가 일어난다. 신장수용체는 교감신경의 신경절 이후 신경이 노르에피네프린(NE)을 방출하도록 한다. NE가 작용하면 방광은 이완되고 요도는 수축되도록 만들어 오줌이 나오는 것을 막는다. 이 반사는 사람이 웃거나, 재채기나 기침을 해서 방광의 압력이 증가하면 시작된다. 글루탐산염은 반사의 일차 흥분성 신경전달물질이다. 글루탐산염은 활동전위를 만드는 NMDA 수용체와 AMPA 수용체를 활성화시킨다. 활동전위는 아세틸콜린 방출을 일으켜 횡문조임근 섬유가 수축하도록 만든다. 이 반사 과정이 정상적으로 일어나지 않으면 SUI의 원인이 된다.

#### 둘록세틴
오누프핵은 횡문조임근의 운동 신경 세포를 조절하고 세로토닌(5-HT)과 NE 말단을 빽빽하게 가지고 있다. 세로토닌과 NE는 방광의 활성을 억제한다. 2005년의 연구에서 연구자들은 세로토닌-노르에피네프린 재흡수 억제제(SNRI)를 사용하여 5-HT와 NE의 시냅스 농도를 높였다. SNRI인 둘록세틴 염산염은 방광의 용량을 높이고 자극된 방광 기능을 억제하여 동물과 사람에서 조임근 활성을 크게 한다고 밝혀졌다. 둘록세틴은 SUI 환자를 돕기 위해 개발된 일차 선택 약물이다. 둘록세틴은 방광의 수축력이나 수축 시간에는 영향을 미치지 않아 둘록세틴이 영향을 미치는 것은 배뇨 과정의 감각 신경 부분으로 여겨진다. 5-HT와 NE는 운동 신경 세포를 직접 흥분시키는 방식으로는 작용하지 않지만 글루탐산염의 효과를 촉진하는 간접적인 방식으로 작용한다. 글루탐산염으로 인한 조임근 운동 신경 세포의 활성화가 일어날 때(배뇨 때 근수축이 일어날 때)는 NE와 5-HT의 효과가 나타나지 않는다.

### 근위축성 측삭경화증
근위축성 측삭경화증(ALS, 루게릭병)은 수의근의 운동을 조절하는 운동 신경 세포가 파괴되는 질환이다. 그러나 수의근인 방광이나 항문의 조임근은 ALS 말기까지도 정상 기능을 보인다. 이 근육들은 오누프핵에 의해 조절되므로 ALS의 연구에서 오누프핵은 중요 주제로 다루어진다. ALS에서 오누프핵은 보존되지만 다른 앞뿔 세포 그룹은 위축된다. 이 발견은 오누프핵이 항문과 요도의 조임근 기능에 관련된 근육을 조절한다는 개념을 강화했다.
Kihira 등에 의해 수행된 연구에서는 ALS 환자 여덟 명과 대조군 아홉 명을 비교했다. ALS 환자에서 오누프핵의 총 신경 세포 수는 대조군의 사람들과 다르지 않았다. 그러나 정상 신경 세포의 수는 감소했고 위축된 신경 세포 수가 증가해다. 또한 정상 신경 세포의 수가 감소하는 것은 노화 때문이 아니라는 결과도 나타났다. ALS 환자는 정상인에 비해 운동 신경 세포에 RNA를 적게 포함하고 있었다. 이 RNA 양의 감소는 세포 안의 인 크기 감소와 연관되어 있다. 따라서 인의 크기는 ALS의 초기 지표가 될 수 있다.
제1형 척수성 근위축증에서 종종 오누프핵이 보존된다.

### 샤이-드래거 증후군
오누프핵이 보존되지 않았을 때를 연구하기 위해 샤이-드래거 증후군 환자들에서 연구가 진행되었다. 샤이-드래거 증후군은 자율신경계를 공격하는 희귀한 신경변성질환이다. 샤인-드래거 증후군의 주된 증상은 대소변을 참지 못하는 실금으로, 이 증상으로 인해 샤인-드래거 증후군은 오누프핵의 효과에 대해 연구하기 좋은 질환이 된다. 샤인-드래거 증후군 환자에서 척수의 엉치 부위에 대해 연구했을 때 세포가 죽은 곳은 오누프핵 영역에 국한되어 있었다. 이 사실은 방광과 항문의 기능에서 오누프핵의 역할을 다시 한 번 확인시켜 준다.

## 역사
미국의 신경학자 브로니슬라프 오누프-오누프로비츠(Bronislaw Onuf-Onufrowicz)는 1899년 뉴욕에서 일할 당시 이 특이한 세포 그룹을 처음 발견하고 'Group X'라고 이름 붙였다. 'Group X'는 주변의 앞가쪽 그룹 뉴런과 크기가 달라 다른 주변 세포와 구별되는 세포 그룹이라고 여겨졌다.

## 다른 동물들에서
오누프핵은 사람에서만 존재하는 구조물이 아니다. 앞서도 설명했듯 바깥요도조임근과 바깥항문조임근의 운동 신경 세포는 척수의 S2 분절 앞뿔의 세포 그룹인 오누프핵에서 발견된다. 신경 세포를 염색하기 위해 겨자무 과산화효소를 사용했을 때 사람과 비슷하게 고양이, 개, 원숭이, 시리아햄스터 등에서 바깥항문조임근 운동 신경 세포는 뒤안쪽에 위치한다. 그러나 이 운동 신경 세포의 위치는 쥐, 몽골저빌, 돼지에서는 다르게 나타난다.
조임근 기능에 관여하는 운동 신경 세포 위치의 차이에 더해 생물 종들 간의 성적이형의 차이 역시 중요하게 짚고 넘어갈 부분이다. 오누프핵의 성적이형은 모든 종에서 나타나지만 성적이형의 정도는 종마다 차이가 있다. 예를 들어 샅의 운동 신경 세포의 수에서 나타나는 성적이형은 개나 사람에서는 쥐에 비해 덜 분명하다. 이런 차이가 나타나는 이유는 암컷 개는 샅의 근육이 있지만 암컷 쥐는 없기 때문으로 보인다. 사람과 마찬가지로 출생 이전의 안드로겐이 이 종들에서 오누프핵의 성적 차이를 만드는 데에 중요한 역할을 한다. 암컷 생물이 출생 이전 시기에 과도한 안드로겐에 노출되면 오누프핵에서 성적이형이 나타나지 않는다.

## 참고 문헌
- Jost, Wolfgang H.; Marsalek, Parvaneh (2005), “Duloxetine in the treatment of stress urinary incontinence”, 《Therapeutics and Clinical Risk Management》 1 (4): 259–264, PMC 1661641, PMID 18360568
- Thor, K. B. (2004), “Targeting serotonin and norepinephrine receptors in stress urinary incontinence”, 《International Journal of Gynecology and Obstetrics》 1: S38–S52, doi:10.1016/j.ijgo.2004.04.028, PMID 15302566, S2CID 24259615
- Kihira, Tameko; Yoshida, Sohei; Yoshimasu, Fumio; Wakayama, Ikuro; Yase, Yoshiro (1997), “Involvement of Onuf's nucleus in amyotrophic lateral sclerosis”, 《Journal of the Neurological Sciences》 147 (1): 81–88, doi:10.1016/S0022-510X(96)05313-0, PMID 9094064, S2CID 13646314
- Mannen, Toru (2000), “Neuropathological findings of Onuf's nucleus and its significance”, 《Neuropathology》 20: S30–S33, doi:10.1046/j.1440-1789.2000.00298.x, PMID 11037184, S2CID 37675034
- Scaravilli, T.; Pramstaller, P. P.; Salerno, A.; Egarter-Vigl, E.; Giometto, B.; Vitaliani, R.; An, S. F.; Revesz, T. (2000), “Neuronal in Onuf's nucleus in three patients with progressive supranuclear palsy”, 《Annals of Neurology》 48 (1): 97–101, doi:10.1002/1531-8249(200007)48:1<97::AID-ANA14>3.0.CO;2-Z, PMID 10894221
- Onufronwicz, B. (1899), “Notes on the arrangement and function of the cell groups of the sacral region of the spinal cord”, 《J Nerv Ment Dis》 26 (8): 498–504, doi:10.1097/00005053-189908000-00006, S2CID 147602936
- Forger, Nancy G.; Frank, Laurence G.; Breedlove, S. Marc; Glickman, Stephen E. (1996), “Sexual dimorphism of perineal muscles and motoneurons in spotted hyenas”, 《Journal of Comparative Neurology》 375 (2): 333–343, doi:10.1002/(SICI)1096-9861(19961111)375:2<333::AID-CNE11>3.0.CO;2-W, PMID 8915834
- Gerrits, Peter O.; Sie, Judith A.M.L; Holstege, Gert (1997), “Motoneuronal location of the external urethral and anal sphincters: a single and double labeling study in the male and female golden hamster”, 《Neuroscience Letters》 226 (3): 191–194, doi:10.1016/s0304-3940(97)00279-6, PMID 9175599, S2CID 42499162